# Übergreifungsstoß

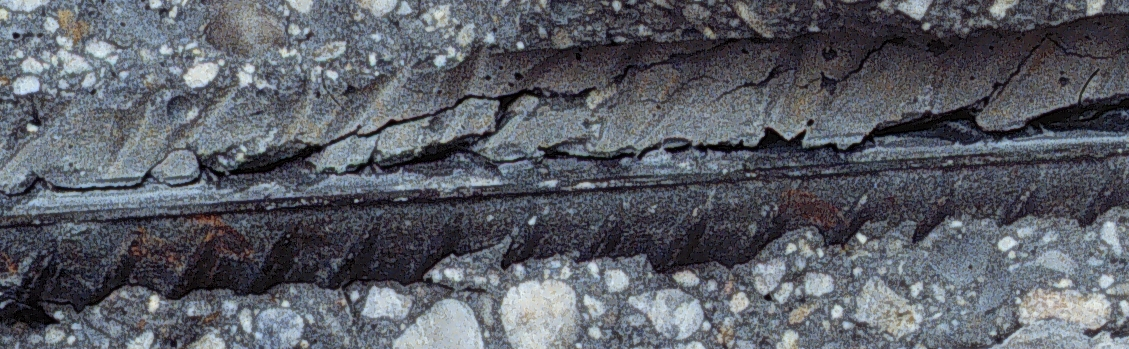
Beton und Betonstahl im Verbund

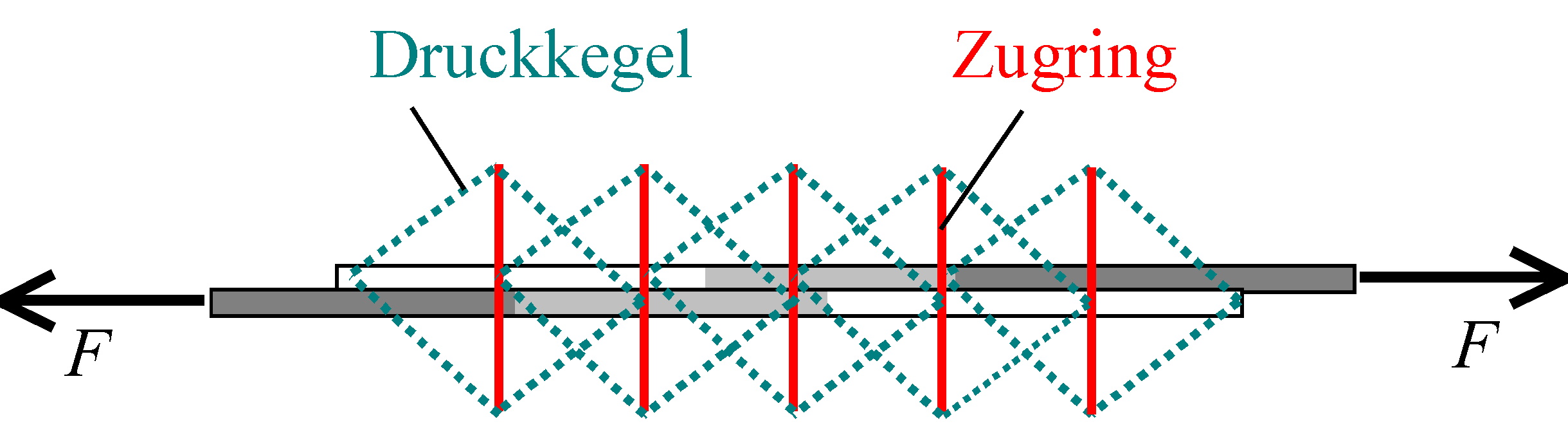
Räumliches Fachwerkmodell eines Übergreifungsstoßes

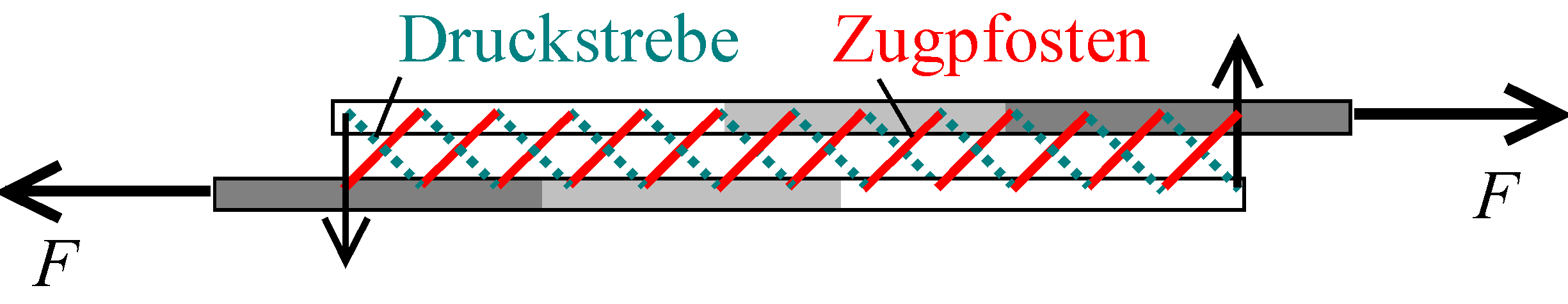
Strebenfachwerkmodell eines Übergreifungsstoßes

Ein Übergreifungsstoß kommt im Stahlbetonbau zum Einsatz um zwei Bewehrungsstäbe durch eine planmäßige Überlappung der Enden kraftschlüssig zu verbinden und damit eine Verlängerung des Bewehrungsstabes zur Weiterleitung von Zug- oder Druckkräften zu ermöglichen. Die Bewehrungsstäbe liegen im Verbund mit dem umschließenden Beton, der im Übergreifungsbereich die Kräfte des endenden Bewehrungsstabes auf den Beginnenden überträgt. 
Ein Modell für das Tragverhalten von Übergreifungsstößen ist ein räumliches Fachwerk, welches, ausgehend von den jeweiligen Betonstahlrippen, aus Zugringen und Druckkegeln besteht.
Daneben gibt es noch eine direktere Kraftübertragung zwischen den Betonstählen, welche als Strebenfachwerk abgebildet werden kann. Dabei werden die Kräfte zwischen den Stäben, ausgehend von den jeweiligen Betonstahlrippen, direkt über Zug- und Druckstreben übertragen.  
Übergreifungsstöße bedeuten eine konstruktive Schwachstelle und sollten daher möglichst in Bereichen mit geringer Beanspruchung angeordnet werden (z. B. Momentennullpunkte) und sorgfältig bemessen und konstruiert werden.
Die erforderliche Länge eines Übergreifungsstoßes ist in Europa im Eurocode 2 (Teil 1-1) geregelt, wobei nationale Anhänge zu beachten sind. Die Übergreifungslänge hängt unter anderem von der Betondruckfestigkeit, der Betonstahlgüte (in Deutschland: B 500), dem Stabdurchmesser, der Betonstahlspannung, der Lage der gestoßenen Bewehrungsstäbe im Bauteil sowie dem Anteil der ohne Längsversatz gestoßenen Stäbe am Querschnitt einer Bewehrungslage ab. Sie kann bei Stabdurchmessern von 16 mm oder mehr sowie bei einem Normalbeton der Festigkeitsklasse C20/25 das 47-fache bis 135-fache des Stabdurchmessers betragen, je nach Lage im Bauteil, Stoßanteil einer Bewehrungslage und nationalem Anhang. Die erforderliche Mindestlänge beträgt 15 Stabdurchmesser oder 20 cm.
Alternativ zu Übergreifungsstößen sind zur Kraftübertragung Schweißverbindungen, Muffenstöße oder bei reiner Druckbeanspruchung Kontaktstöße möglich.